# Ținutul Timiș
Ținutul Timiș a fost unul din cele zece ținuturi înființate în 1938, prin Legea administrativă din 14 august, după ce regele Carol al II-lea a inițiat o reformă instituțională de inspirație fascistă în România, modificând Constituția României, legea administrării teritoriale și desființând partidele politice. A fost desființat prin Decretul-Lege nr. 3219 din 21 septembrie 1940.

## Județe încorporate
În conformitate cu reforma administrativă și constituțională din anul 1938, cele 71 de județe au fost subordonate ținuturilor. Cele cinci județe care au compus ținutul Timiș au fost următoarele: 
- Arad
- Caraș
- Hunedoara
- Severin
- Timiș-Torontal

La 13 septembrie 1940, județul Bihor, cât a mai rămas României în urma Dictatului de la Viena, a fost trecut în circumscripția Ținutului Timiș.

## Stema
Conform Decretului Regal nr. 4285 din 13 decembrie 1938, stema ținutului Timiș consta din „Scutul: 5 fâșii așezate orizontal, alternând roșu și albastru, înfățișând cele 5 județe ale ținutului, prin culorile predominante din stemele lor. Peste tot, un corb negru, către dreapta, așezat pe o creangă de stejar verde, cu 2 ghinde de aur, având în cioc un inel de aur, cu piatră roșie. Este corbul din armele Corvinilor dela Hunedoara, aflată în acest ținut”. 

## Rezidenți regali
- Alexandru Marta (13 august 1938[6][7] – 22 septembrie 1940[7])